# General Conesa (Río Negro)
General Conesa, o simplemente Conesa, es la localidad y municipio cabecera del departamento homónimo, provincia de Río Negro, Argentina, sobre la margen sur del río Negro, a 163 km de la capital provincial Viedma; 100 km de San Antonio Oeste y a 143 km del Puerto de Aguas Profundas de San Antonio Este; a 150 km de Río Colorado.
La ciudad es la antípoda de Beijing (China).

## Historia
En el año 1869 se estableció en este lugar un fortín que luego se transformó en Fuerte Conesa diez años después. Este lugar cumplía la función de campo de concentración, donde tenían mapuches reducidos. En 1883 la por entonces colonia era una explotación principalmente ganadera. General Conesa fue instituida en municipio entre el período 1891 y 1894. Sin embargo, no fue hasta 1919 cuando formó su primera comisión de fomento.
La falta de obras de riego hizo fluctuar su desarrollo económico: desde 1924 se fue proyectando la irrigación que se realizó entre 1936 y 1951, sirviendo cerca de 20 000 hectáreas. En 1929 la Compañía Industrial Agrícola  San Lorenzo Limitada, de Benito Raggio, estableció un ingenio de azúcar de remolacha y desde 1933 llevó a cabo la construcción de la Línea Económica al Valle del Río Negro. El ferrocarril de trocha angosta hacía el trayecto General Lorenzo Vintter - estación Coronel Francisco Sosa y en esta localidad abrió la estación General Conesa que sirvió para cargas y pasajeros del a región. Lamentablemente, el ingenio cerró en 1941 y el ferrocarril fue levantado por el radical Arturo Fondizi en 1961. Además, la zona también fue afectada hasta 1960 por las leyes de expropiación que frenaron sus posibilidades de desarrollo. Favoreció a la localidad el hecho de ser cruce de dos rutas: la que une Viedma con Choele Choel y la que comunica Río Colorado con San Antonio Oeste.

## Toponimia
El nombre de la localidad es un homenaje al general Emilio Conesa un destacado militar iniciado con Lavalle en 1840, participante de la batalla de Caseros y la Guerra del Paraguay donde fue comandante en San Nicolás en 1853.

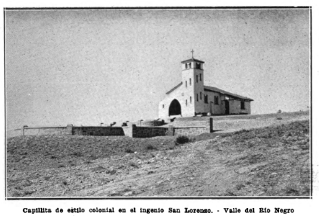
La capilla San juna próxima a embarcadero El Porvenir.

En Argentina hay otras dos ciudades que homenajean al mismo militar, ambas ubicadas en la provincia de Buenos Aires, en los partidos de Tordillo y de San Nicolás. 

## Población
El censo 2022 arrojó 2.895 viviendas con una población estable de 7.118 habitantes en el municipio.
Los resultados definitivos del censo 2010 arrojaron que el municipio posee 6253 habitantes. La tasa de crecimiento demográfico con respecto al censo 2001 es 1.24 %. 
La localidad cuenta con 5484 habitantes (Indec, 2010), lo que representa un incremento del 9,5 % frente a los 5007 habitantes (Indec, 2001) del censo anterior.
| Gráfica de evolución demográfica de General Conesa entre 1991 y 2022 |
|                                                                      |
| Fuente: Censos nacionales del INDEC                                  |

## Clima
- Clima: frío seco
- Zona extremadamente luminosa, por escasa nubosidad
- Clima seco: humedad relativa media
- Fecha probable de 1.ª helada: 23 de abril
- Período libre de heladas: 201 días

| Parámetros climáticos promedio de General Conesa | Parámetros climáticos promedio de General Conesa | Parámetros climáticos promedio de General Conesa | Parámetros climáticos promedio de General Conesa | Parámetros climáticos promedio de General Conesa | Parámetros climáticos promedio de General Conesa | Parámetros climáticos promedio de General Conesa | Parámetros climáticos promedio de General Conesa | Parámetros climáticos promedio de General Conesa | Parámetros climáticos promedio de General Conesa | Parámetros climáticos promedio de General Conesa | Parámetros climáticos promedio de General Conesa | Parámetros climáticos promedio de General Conesa | Parámetros climáticos promedio de General Conesa |
| Mes                                              | Ene.                                             | Feb.                                             | Mar.                                             | Abr.                                             | May.                                             | Jun.                                             | Jul.                                             | Ago.                                             | Sep.                                             | Oct.                                             | Nov.                                             | Dic.                                             | Anual                                            |
| ------------------------------------------------ | ------------------------------------------------ | ------------------------------------------------ | ------------------------------------------------ | ------------------------------------------------ | ------------------------------------------------ | ------------------------------------------------ | ------------------------------------------------ | ------------------------------------------------ | ------------------------------------------------ | ------------------------------------------------ | ------------------------------------------------ | ------------------------------------------------ | ------------------------------------------------ |
| Temp. máx. abs. (°C)                             | 42.0                                             | 42.0                                             | 39.0                                             | 35.0                                             | 27.0                                             | 24.0                                             | 23.5                                             | 27.6                                             | 31.4                                             | 35.2                                             | 39.5                                             | 41.0                                             | 42.0                                             |
| Temp. máx. media (°C)                            | 31.5                                             | 29.7                                             | 26.9                                             | 21.9                                             | 17.1                                             | 13.5                                             | 13.5                                             | 15.8                                             | 18.7                                             | 23.3                                             | 27.6                                             | 29.8                                             | 22.4                                             |
| Temp. media (°C)                                 | 23.6                                             | 22.1                                             | 19.0                                             | 14.5                                             | 10.4                                             | 7.2                                              | 6.8                                              | 8.6                                              | 11.5                                             | 15.8                                             | 19.9                                             | 22.4                                             | 15.2                                             |
| Temp. mín. media (°C)                            | 15.2                                             | 14.0                                             | 11.5                                             | 7.5                                              | 4.6                                              | 1.8                                              | 1.0                                              | 2.0                                              | 5.0                                              | 8.2                                              | 11.5                                             | 14.2                                             | 8.0                                              |
| Temp. mín. abs. (°C)                             | 4.0                                              | 2.4                                              | -0.1                                             | -3.5                                             | -7.6                                             | -9.0                                             | -12.9                                            | -7.6                                             | -5.5                                             | -8.4                                             | -1.9                                             | -0.2                                             | -12.9                                            |
| Precipitación total (mm)                         | 19.8                                             | 23.2                                             | 33.5                                             | 17.6                                             | 26.6                                             | 16.2                                             | 22.0                                             | 8.5                                              | 25.2                                             | 23.8                                             | 18.0                                             | 24.8                                             | 259.2                                            |
| Humedad relativa (%)                             | 43.0                                             | 48.0                                             | 58.0                                             | 63.0                                             | 72.0                                             | 77.5                                             | 73.0                                             | 61.0                                             | 58.5                                             | 53.0                                             | 50.5                                             | 45.5                                             | 58.6                                             |
| Fuente: Secretaría de Minería                    |                                                  |                                                  |                                                  |                                                  |                                                  |                                                  |                                                  |                                                  |                                                  |                                                  |                                                  |                                                  |                                                  |

## Medios de acceso
General Conesa está en la intersección de dos rutas nacionales:
- La Ruta Nacional 250 conduce hacia Choele Choel, General Roca y Neuquén en sentido noroeste y hacia Viedma en sentido sudeste.

- La Ruta Nacional 251 conduce hacia Santa Rosa en el sentido norte y hacia San Antonio Oeste y localidades del este patagónico en sentido sur.
- Hasta 1961 una trochita llamada Línea Económica al Valla del Río Negro con sus 107 kilómetros conectó Conesa con General Vintter y luego con un empalme y trasbordo se podía ir a Buenos Aires.

## Actividades
- Conesa tiene una infraestructura adecuada para el desarrollo de muchas actividades: provisión de agua, gas y fuerza motriz.
- Red de Riego y Drenaje, que abastece la margen derecha del río Negro, tiene 280 km de canales principales, y 200 km de drenes; riego para 26 000 ha.
- Red de gas natural provee a Conesa desde una planta compresora a corta distancia donde confluyen los gasoductos del Oeste (Plaza Huincul) y del Sur (Pico Truncado).
- Red de energía eléctrica del «Sistema de Interconexión Nacional», con una línea de media tensión (33 kV) con 2500 kWh y potencial de 4000 kWh.

### Fruticultura en Conesa
La producción frutícola abastece de fruta fresca a Buenos Aires, Rosario, Córdoba, Bahía Blanca y el sur patagónico; y «for export» a EE. UU. y U. E.: fruta fresca y jugos concentrados por la empresa jugos del sur. Se produce 15 000 t de fruta fresca: pepita y carozo.

## Patrono
- San Lorenzo mártir: 10 de agosto

## Fiesta Provincial del Agricultor
Se celebra en marzo con espectáculos al aire libre y la elección de la reina provincial del agricultor.

## Parroquias de la Iglesia católica en General Conesa
| Diócesis  | Viedma             |
| --------- | ------------------ |
| Parroquia | San Lorenzo Mártir |